# Cymbalaria
Cymbalaria és un gènere d'unes 10 espècies de plantes herbàcies perennes de la família de les plantaginàcies, encara que tradicionalment havia estat classificada dins de les escrofulariàcies. Estan emparentades amb altres espècies amb flors semblants als "conillets", zigomòrfiques, encaputxades, lobulades i que tenen un esperó al darrere de la flor, per això en algunes obres de referència inclouen aquest gènere dins de Linaria:
El gènere és originari del sud d'Europa. El nom científic significa "semblant a un plat" o a un címbal per les fulles una mica arrodonides.
L'espècie més coneguda, amb diferència, és Cymbalaria muralis, nativa del sud-oest d'Europa i que s'ha naturalitzat àmpliament en altres llocs com a planta de jardí. A part d'aquesta, als Països Catalans podem trobar dos tàxons molt més rars i que també formen part de la vegetació rupícola i viuen en replans i esquerdes de roques ombrívoles:
- Cymbalaria aequitriloba (Viv.) A. Chev.: és un endemisme tirrènic que arriba a Mallorca, Menorca i Cabrera.
- Cymbalaria fragilis (J.J. Rodr.) A. Chev.: és un endemisme de Menorca. Segons la Flora dels Països Catalans, seria una subespècie de l'anterior.

Tradicionalment aquest gènere havia estat inclòs a la família de les escrofulariàcies, però els estudis moleculars i genètics duts a terme pel Grup per a la filogènia de les angiospermes van trobar major afinitat i parentiu amb les plantaginàcies.

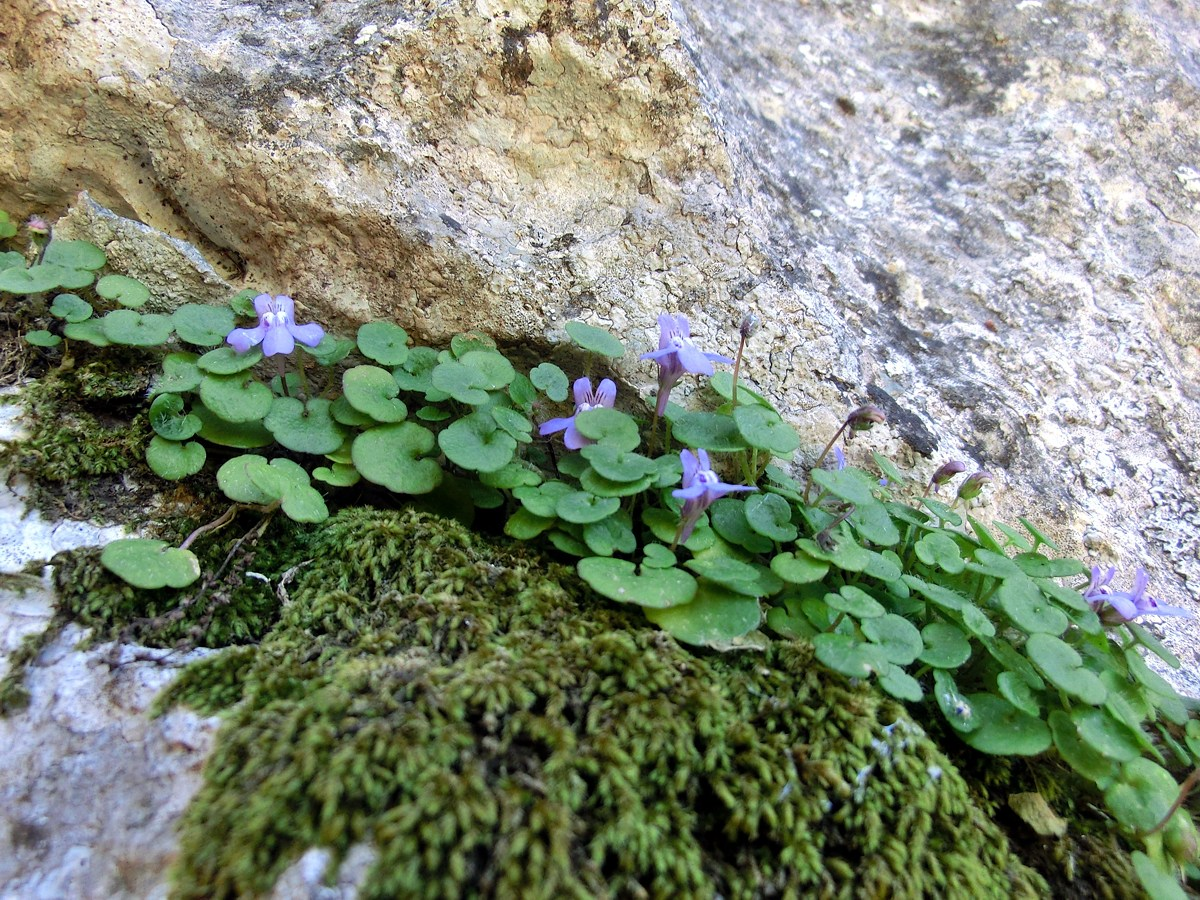
C.aequitriloba: Es Pixarells (Lluc)
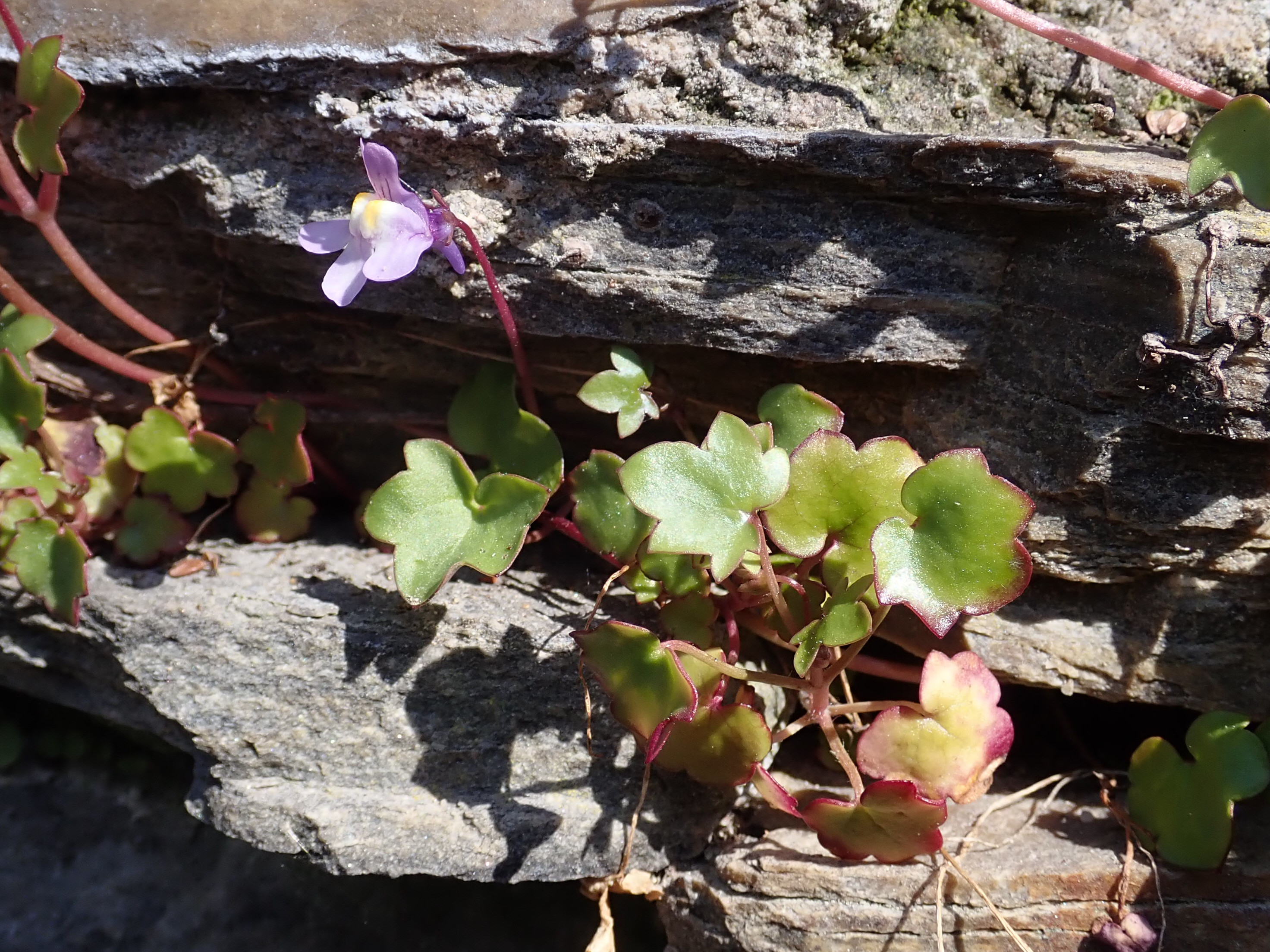
C.muralis: Flor solitària amb esperó.
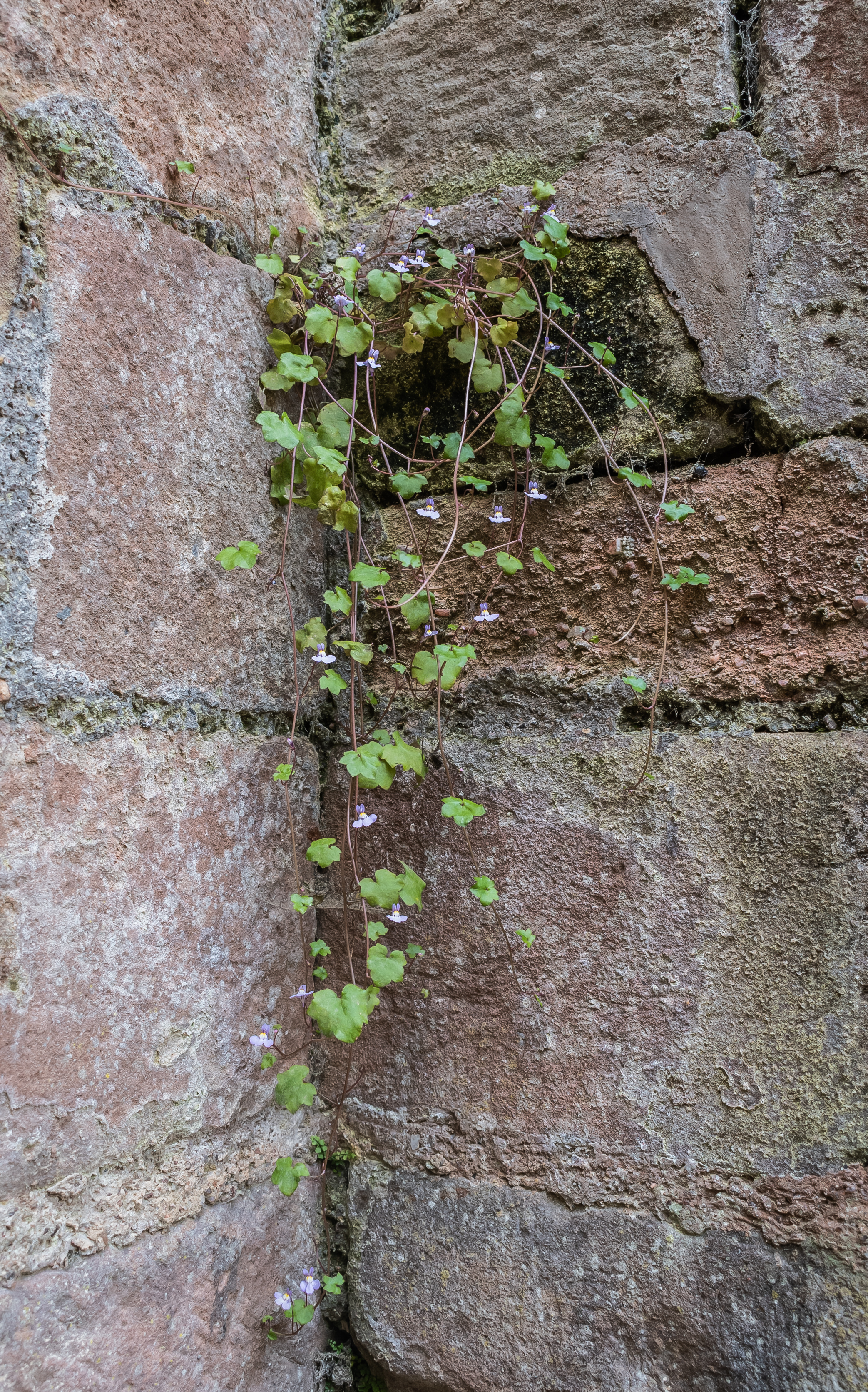
C.muralis en el seu ambient.